# Мемфіс Ґріззліс
«Мемфіс Гріззліс» (англ. Memphis Grizzlies) - професійна баскетбольна команда, заснована у 2001, розташована в місті Мемфіс в штаті Теннессі.  Команда є членом Південно-Західного дивізіону Західної конференції Національної баскетбольної асоціації. 
Домашнім полем для «Гріззліс» є Фед-Екс-форум.

## Статистика
В = Виграші, П = Програші, П% = Процент виграних матчів 
| Сезон             | В   | П   | П%   | Місце в сезоні (з врахуванням стадії плей-оф)             | Результат в плей-оф                               |
| ----------------- | --- | --- | ---- | --------------------------------------------------------- | ------------------------------------------------- |
| Ванкувер Ґріззліс |     |     |      |                                                           |                                                   |
| 1995-96           | 15  | 67  | .183 |                                                           |                                                   |
| 1996-97           | 14  | 68  | .171 |                                                           |                                                   |
| 1997-98           | 19  | 63  | .232 |                                                           |                                                   |
| 1998-99           | 8   | 42  | .160 |                                                           |                                                   |
| 1999-00           | 22  | 60  | .268 |                                                           |                                                   |
| 2000-01           | 23  | 59  | .280 |                                                           |                                                   |
| Мемфіс Ґріззліс   |     |     |      |                                                           |                                                   |
| 2001-02           | 23  | 59  | .280 |                                                           |                                                   |
| 2002-03           | 28  | 54  | .341 |                                                           |                                                   |
| 2003-04           | 50  | 32  | .610 | Програли в першому раунді                                 | Сан-Антоніо 4, Мемфіс 0                           |
| 2004-05           | 45  | 37  | .549 | Програли в першому раунді                                 | Фінікс 4, Мемфіс 0                                |
| 2005-06           | 49  | 33  | .598 | Програли в першому раунді                                 | Даллас 4, Мемфіс 0                                |
| 2006-07           | 22  | 60  | .268 |                                                           |                                                   |
| 2007-08           | 22  | 60  | .268 |                                                           |                                                   |
| 2008-09           | 24  | 58  | .293 |                                                           |                                                   |
| 2009-10           | 40  | 42  | .488 |                                                           |                                                   |
| 2010-11           | 46  | 36  | .561 | Виграли в першому раунді Програли в півфіналі конференції | Мемфіс 4, Сан-Антоніо 2 Оклахома-Сіті 4, Мемфіс 3 |
| 2011-12           | 41  | 25  | .621 | Програли в першому раунді                                 | Лос-Анджелес 4, Мемфіс 3                          |
| 2012-13           | 56  | 26  | .683 | Поразка у фіналі Західної конференції                     | Мемфіс - Сан-Антоніо Сперс - 0-4                  |
| 2013-14           | 50  | 32  | .610 | Поразка у 1/4 фіналу Західної конференції                 | Мемфіс - Оклахома-Сіті - 3-4                      |
| 2014-15           | 55  | 27  | .671 | Поразка у півфіналі Західної конференції                  | Мемфіс - Голден-Стейт Ворріорс - 2-4              |
| 2015-16           | 42  | 40  | .513 | Поразка у 1/4 фіналу Західної конференції                 | Мемфіс - Сан-Антоніо Сперс - 0-4                  |
| 2016-17           | 43  | 39  | .525 | Поразка у 1/4 фіналу Західної конференції                 | Мемфіс - Сан-Антоніо Сперс - 2-4                  |
| 2017-18           | 22  | 60  | .269 | 14-е місце у Західній конференції                         |                                                   |
| 2018-19           | 33  | 49  | .403 | 13-е місце у Західній конференції                         |                                                   |
| 2019-20           | 34  | 39  | .466 | Поразка у стиковому матчі                                 | Мемфіс - Портленд Трейл-Блейзерс - 122:126        |
| 2020-21           | 38  | 34  | .528 | Поразка у 1/4 фіналу Західної конференції                 | Мемфіс - Юта Джаз - 1-4                           |
| 2021-22           | 51  | 23  |      |                                                           |                                                   |
| Сума              | 491 | 855 | .365 |                                                           |                                                   |
| Плейоф            | 10  | 22  | .313 |                                                           |                                                   |